# Notturno (film 1949)
Notturno è un cortometraggio documentario del 1949 diretto da Vittorio Sala.